# Моряков, Евгений Николаевич
Евге́ний Никола́евич Моряко́в (1932—1998) — передовик советского машиностроения, токарь Ленинградского завода строительных машин Министерства строительного, дорожного и коммунального машиностроения СССР, Герой Социалистического Труда (1974).

## Биография
Родился 11 октября 1932 года в городе Рыбинске Ивановской Промышленной (ныне Ярославской) области в рабочей семье. Отец работал на местном судостроительном заводе формовщиком, братья отца тоже были рабочими. В 1934 году семья переехала в Ленинград, но во время войны Евгений снова оказался в родном городе. С другими мальчишками он переправлял людей на лодках через Волгу.
В 1947 году 15-летним подростком дядя, у которого Евгений воспитывался, привёл его на завод «Электроинструмент», куда Евгений устроился на работу учеником электромонтёра, но позже перевёлся токарем в механический цех. Отслужил в Советской Армии. С 1958 года работал токарем на Ленинградском заводе строительных машин Управления тяжёлого машиностроения Ленинградского совнархоза, изготавливавшем жатки для нужд сельского хозяйства. Придя на завод, сразу же предложил работать «на один наряд». Трудились, не считаясь со временем, порой в две смены. 17 нормо-часов в день — такой была производительность токаря Морякова. Активно участвовал в социалистических соревнованиях.
Завод строительных машин стал известен своим «Университетом для подростков». Больше 10 лет до 150 школьников постоянно обучались на заводском ученическом участке. Часто встречался со школьниками и с удовольствием рассказывал им о своём заводе, профессии, выборе жизненного пути.
Указом Президиума Верховного Совета СССР от 3 января 1974 года за выдающиеся успехи в выполнении и перевыполнении планов 1973 года и принятых социалистических обязательств Евгению Николаевичу Морякову было присвоено звание Героя Социалистического Труда с вручением ордена Ленина и золотой медали «Серп и Молот».
В последующем сменил работу токаря на должность контролёра отдела технического контроля.
С 1961 года являлся членом КПСС. 14 раз избирался секретарём заводского партбюро. Возглавляя партийную организацию, боролся за улучшение организации труда, повышение культуры производства, совершенствование форм и методов соревнования и управления внутризаводской экономикой. Делегат XXIV съезда КПСС (1971).
Шесть раз избирался депутатом Ленинградского городского Совета народных депутатов, где работал в постоянной комиссии социалистической законности и общественного порядка. Много сделал для улучшения состояния жилого фонда, работы сферы обслуживания. Несколько раз избирался депутатом Московского районного Совета народных депутатов.
В 1973 году был делегатом Всемирного конгресса миролюбивых сил в Москве. Избирался заместителем председателя Ленинградского комитета защиты мира.
Активный рабкор (рабочий корреспондент), член Союза журналистов СССР. Был избран в Центральное правление Всесоюзного общества книголюбов. Автор нескольких книг о рабочих профессиях.
Умер в 1998 году.